# Шаньхайгуаньская битва

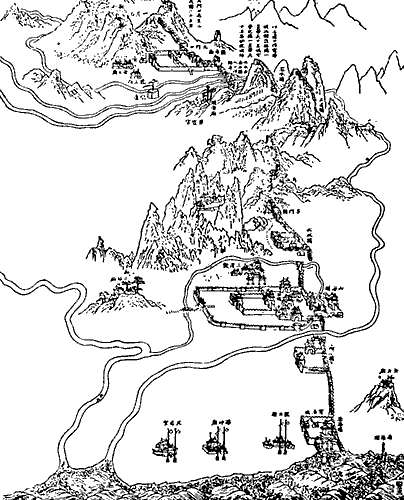
Старая китайская иллюстрация поля боя

Шаньхайгуа́ньская би́тва (кит. трад. 山海關之戰, упр. 山海关之战, пиньинь Shānhǎiguān zhīzhàn, палл. Шаньхайгуань чжичжань, англ. Battle of Shanhai Pass) или (букв.) Битва у камня (кит. трад. 一片石之戰, упр. 一片石之战, пиньинь Yípiànshí zhīzhàn, палл. Ипяньши чжичжань) произошла в мае 1644 года у форта Шаньхайгуань — одного из проходов в Великой Китайской Стене. Маньчжурский князь Доргонь вместе с минским генералом У Саньгуем разгромили повстанческую армию Ли Цзычэна, что позволило Доргоню захватить Пекин.

## Предыстория
Поскольку положение династии Мин становилось все менее устойчивым и возрастала угроза от вторжений с севера, императоры осознали стратегическую важность форта Шаньхайгуань и усиливали его гарнизоны, так что их численность доходила иногда до 40 000 человек. В 1642 цинский император Хуан Тайцзи сумел занять часть прохода, но был вытеснен китайской армией.
В 1643 Хуан Тайцзи внезапно умер. Наследником оказался его пятилетний сын, а регентом стал Доргонь, брат императора. Уже через год сложилась уникальная ситуация: исчезли почти все гарнизоны на китайской границе. Минский император Чжу Юцзянь отозвал приграничную армию У Саньгуя, чтобы защитить Пекин от повстанческой армии Ли Цзычэна. И все же 25 апреля 1644 года столица пала, а император покончил жизнь самоубийством. Ли Цзычэн основал династию Шунь. У Саньгуй и его 40-тысячная армия оказались предоставлены сами себе.
Ли Цзычэн приказал истребить всех оставшихся сторонников династии Мин, что привело к вооруженному сопротивлению последних, которых в самом Пекине насчитывалось около 200 000 человек. Началась борьба за власть между министрами новой династии. Все это серьёзно ослабило силы династии Шунь в первые же дни существования.
Чтобы усилить своё положение, Ли решил уничтожить армию У Сангуя и 18 мая двинулся из Пекина в сторону Шаньхайгуаня. У решил выбрать меньшее из двух зол, попросил маньчжуров о помощи. Доргонь отозвался на просьбу и явился с армией в 50—60 тысяч человек. На рассвете 27 мая У сдался Доргоню и пропустил его армию через Великую Китайскую Стену.

## Сражение

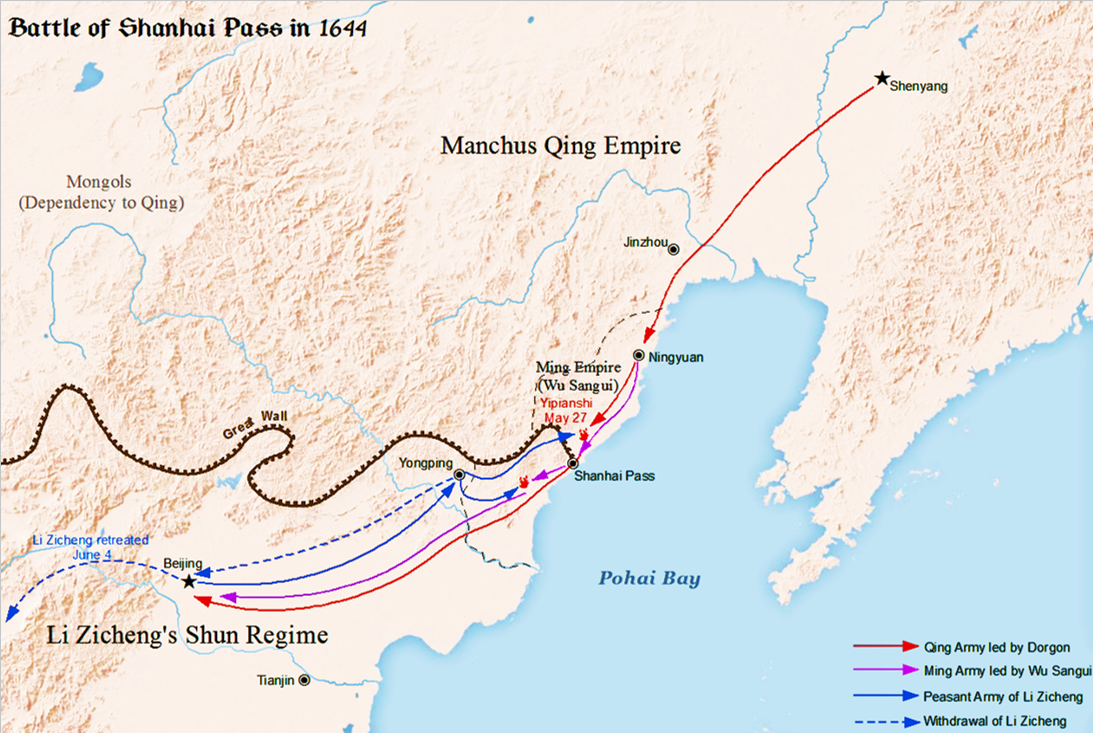
Шаньхайгуаньская битва

Согласно цз. 309 «Бродячие разбойники» династийной истории «Мин ши», 27 мая 1644 года войска Ли Цзычэна были выстроены «от горы Бэйшань до самого моря». Войска перешедшего на сторону Цин минского военачальника У Саньгуя стояли на правом фланге цинских войск. В ходе боя, протекавшего с большим ожесточением, погибло несколько тысяч человек. Войска то сходились в схватке, то расходились. В критический момент 10-тысячный отряд маньчжурской конницы выдвинулся из-за войск У Саньгуя, обошел левое крыло войск Ли Цзычэна и нанес удар по центру повстанческой армии. Маньчжуры на скаку стреляли из луков. Одновременно поднялся сильный ветер, который нес пыль, песок и камни в лицо повстанцам.
Увидев атаку маньчжурской конницы, Ли Цзычэн, наблюдавший с холма за ходом битвы, бежал. За ним отступили и повстанческие войска.
Данное сообщение было плодом серьезного осмысления и переработки материалов, утвержденных к публикации только в 1739 г.

## Последствия
Ли бежал к Пекину. Понимая, что не выдержит осаду, он покинул Пекин 4 июня.
Хотя династия Мин прекратилась со смертью императора Чунчжэна, генерал У скоро осознал, что в стране фактически появилась новая династия. Он разрешил маньчжурам преследовать Ли, и в результате те настигли его и убили в 1645 году. Вслед за этим Доргонь объявил императором сына императора Хуан Тайцзи.